# Edo Spier

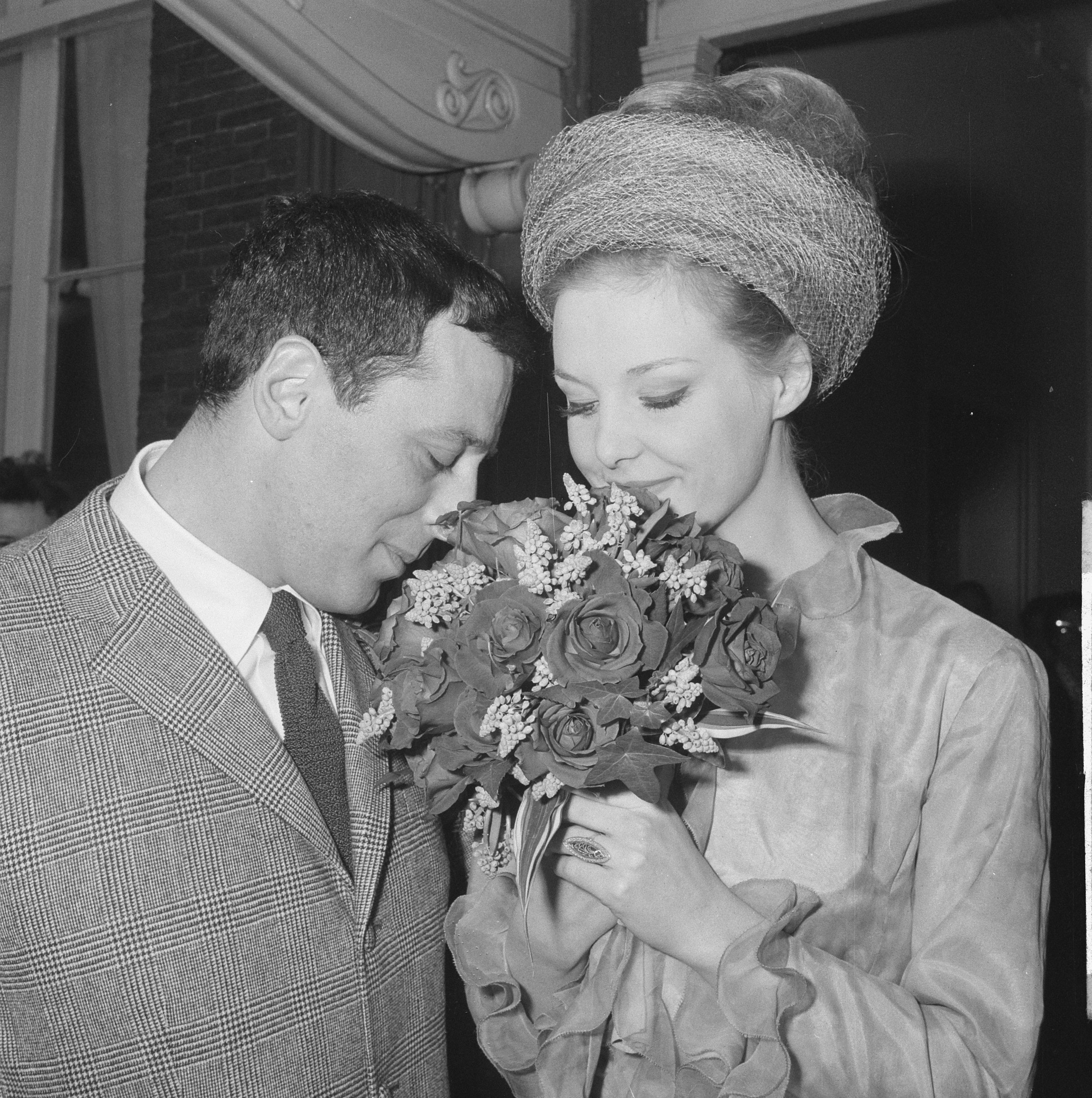
Huwelijk Corine Rottschäfer en Edo Spier, 25 april 1962

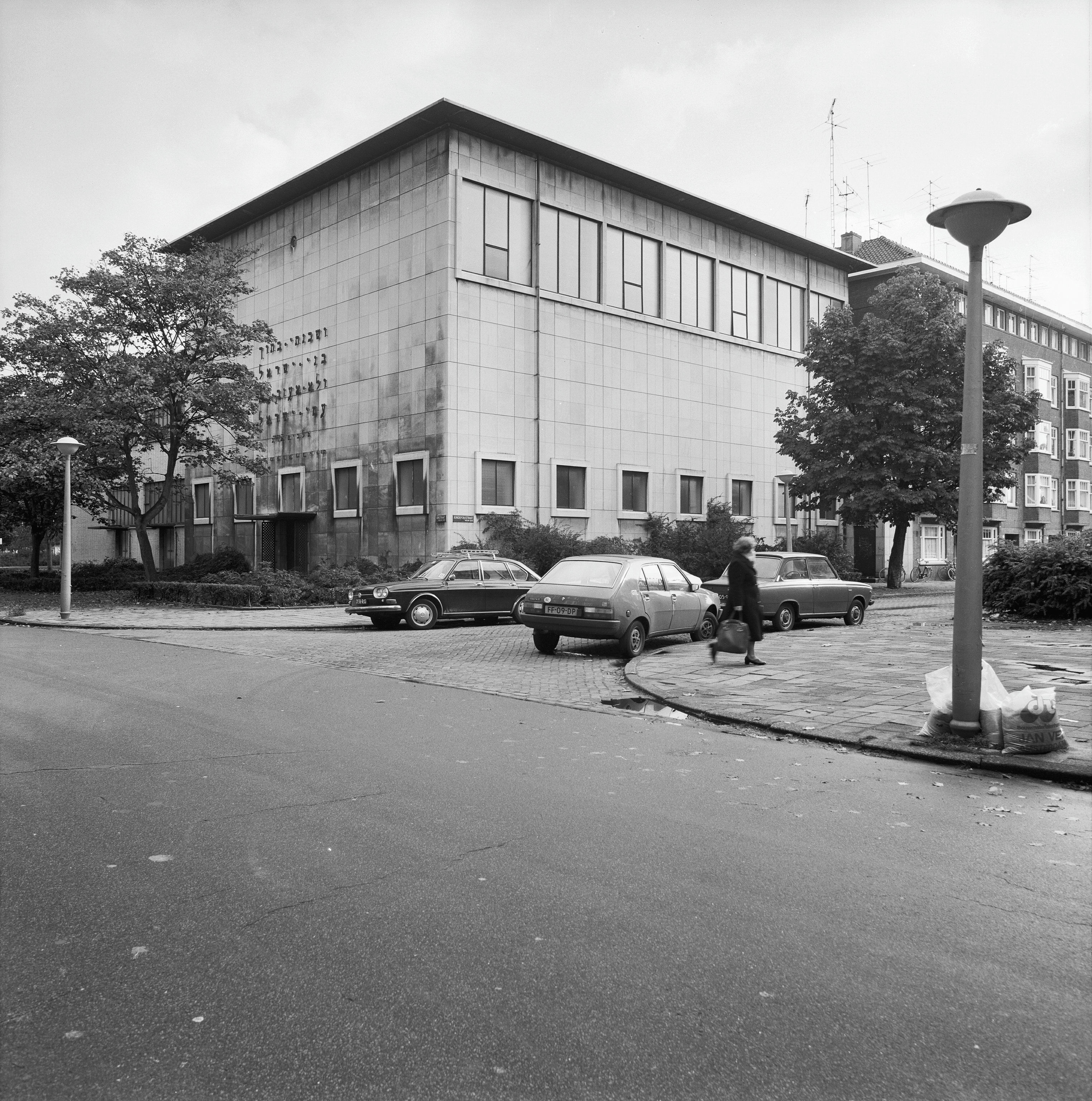
Rijksmonument Lekstraat Synagoge Amsterdam

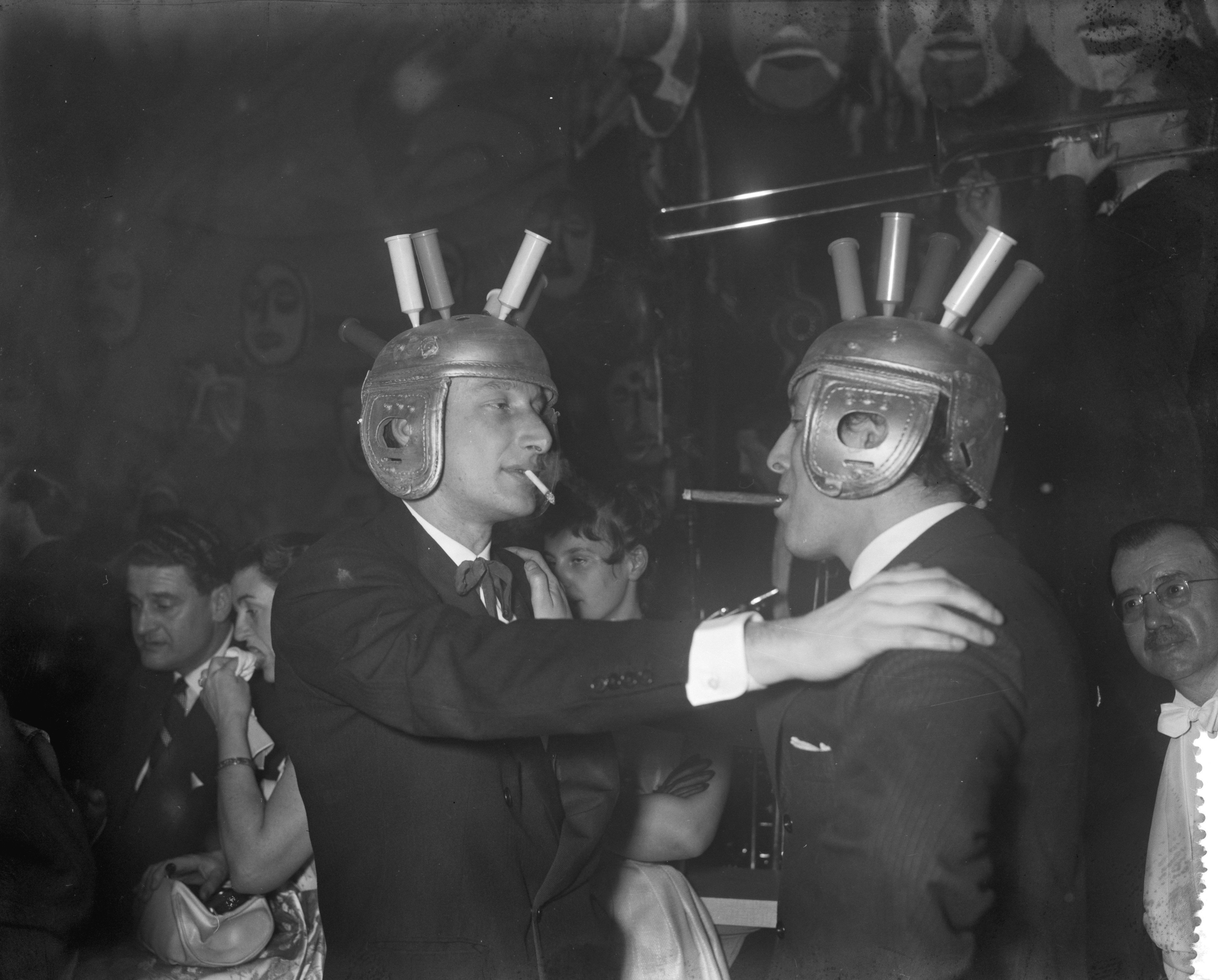
Harry Mulisch en Edo Spier tijdens het boekenbal op 28 februari 1958 in de Amsterdamse Stadsschouwburg

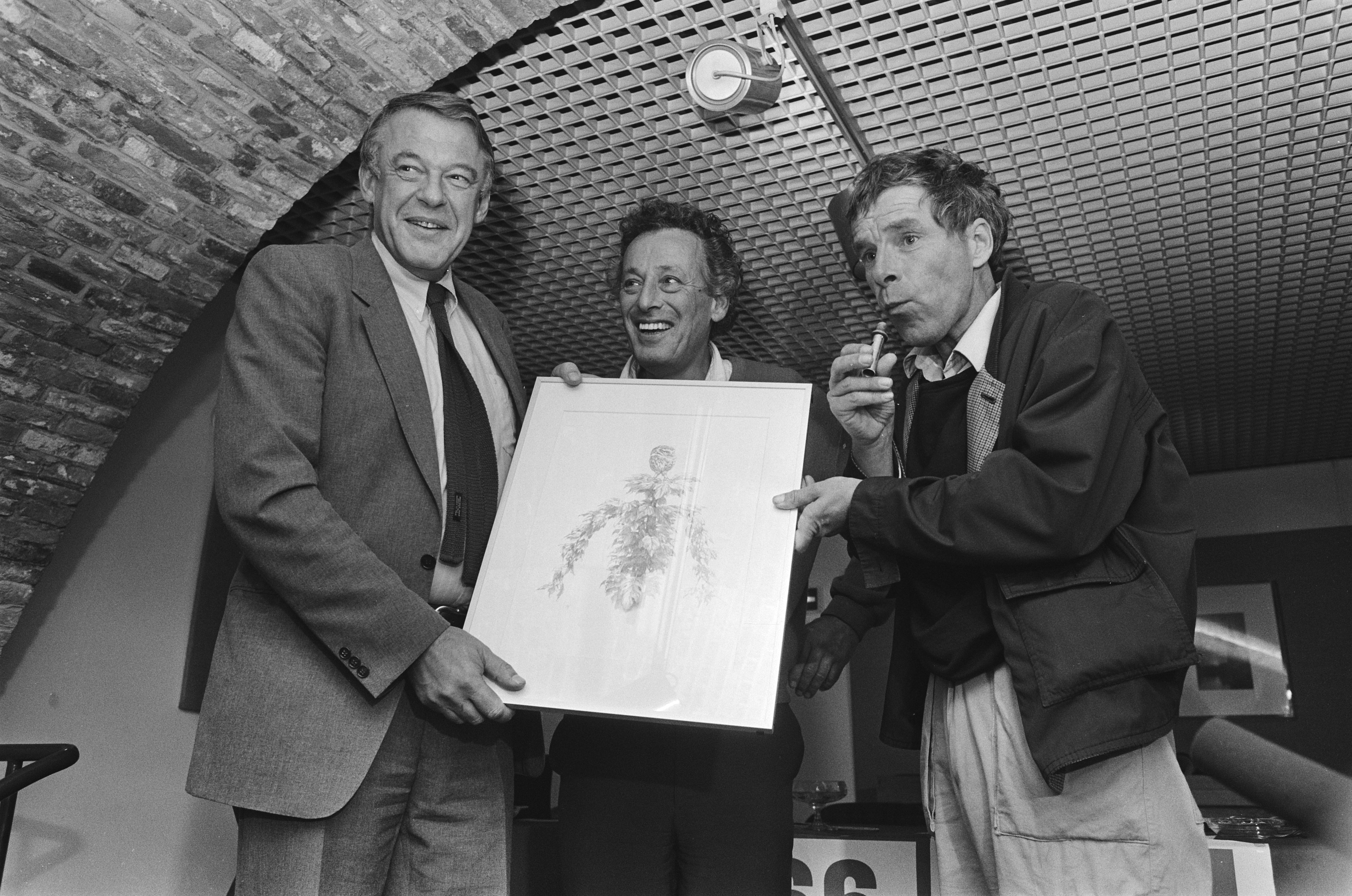
Spier (midden) als campagneleider met Hans van Mierlo (links) en kunstenaar Peter Vos in 1985 bij de veiling van litho's voor de campagnekas

Elias (Edo) Spier (Amsterdam, 26 mei 1926 – aldaar, 6 september 2022) was een Nederlands journalist, architect, ontwerper en politicus. Hij werkte eerst als journalist voor onder meer dagblad Het Parool en later als architect. Hij werd bekend om zijn restauratieve verbouwingen van monumentale panden, waarbij deze een nieuwe functie kregen met behoud van de erfgoedstatus, en om zijn interieurontwerpen. Hij was tevens actief betrokken bij de oprichting van Democraten 66 en bekleedde diverse functies binnen die politieke partij. Zo was hij bestuurslid (lokaal zowel als landelijk), campagneleider bij de Tweede Kamerverkiezingen 1986 en Eerste Kamerlid van 1991 tot 1995.

## Biografie

### Jeugd en journalistiek
Spier werd geboren in Amsterdam en groeide op in een flat in De Wolkenkrabber in Amsterdam-Zuid in een liberaal Joods middenstandsgezin. Zijn vader was koopman en vertegenwoordiger voor de toenmalige meubelfabriek EEKA en zijn moeder was diamantbewerker. Hij volgde het lager onderwijs op de Vondelschool en ging daarna in 1938 totdat de school door de Duitsers gesloten werd voor Joodse leerlingen in 1941 naar het Vossius Gymnasium te Amsterdam. Hierna kreeg hij nog een jaar les op het Joods Lyceum aldaar. Hij verbleef tijdens de Tweede Wereldoorlog op meer dan veertig verschillende onderduikadressen. Aan het eind van de oorlog nadat hij meerdere malen ontkomen was aan arrestatie en deportatie en ook ontvlucht was uit Kamp Amersfoort brak hij uiteindelijk door de geallieerde linies heen en meldde zich vlak na de oorlog bij het Engelse leger bij de Royal Marines, als oorlogsvrijwilliger en werd naar Malakka gezonden. Hier was hij eerst als officier van de Royal Marine commando's en vervolgens in het KNIL betrokken bij de, onder Engelse leiding, herovering van Nederlands-Indië van 1946 tot 1948. Na de capitulatie van Japan ging Spier werken als oorlogscorrespondent in het Verre Oosten voor het Nederlands Leger en dagbladen en deed verslag van de oorlogshandelingen in Indonesië en de afhandeling van de oorlog in Japan. Ook schreef hij hoorspelen voor de Nederlands-Indische Radio Omroep en was legeromroeper. Hij werkte hij als correspondent in Thailand, de Filipijnen en vanuit Australië. Teruggekeerd in Nederland begon hij met een studie politicologie aan de Universiteit van Amsterdam en behaalde zijn kandidaatsexamen. Van 1948 tot 1956 was Spier werkzaam als journalist en redacteur en fotograaf voor Het Parool. Hij werkte samen met onder meer Jeanne Roos, Simon Carmiggelt en Annie M.G. Schmidt.

### Architect en ontwerper
In café Scheltema leerde hij de architect Jan Rietveld kennen. Het beroep van architect interesseerde hem en Rietveld bracht hem in contact met zijn vader Gerrit Rietveld. Spier ontmoette zijn eerste echtgenote, Ina van Faassen toen deze 17 was en hij 19 en stimuleerde haar naar de toneelschool te gaan en regelde dat ze daar auditie kon doen.Toen zij na vier jaar haar diploma had behaald en actrice werd trouwden ze en verhuisden naar een bungalow die nodig opgeknapt moest worden. Spier besloot zelf als amateur de bouwtekeningen te maken en deed de verbouwing zelf naast zijn werk als journalist. Toen Gerrit Rietveld bij het stel op bezoek kwam, na op hem geattendeerd te zijn door zijn zoon, gaf deze hem het advies de journalistiek vaarwel te zeggen en te beginnen met de opleiding tot architect aan academie van Bouwkunst en de Kunstnijverheidsschool, de latere Rietveldacademie. Zijn opleiding deed hij tegelijkertijd met het schrijven voor de krant. Als architect werd hij bekend door zijn verbouwingen van oude pakhuizen tot lofts met woonruimte en ateliers. Hij stond tevens bekend om zijn verzet tegen egotrippende architecten die de binnenstad van Amsterdam wilden voorzien van hun eigen creaties zonder respect voor de historische omgeving. Spier ontwierp de synagoge aan de Straat van Messina in Amstelveen en ontwierp de verbouwing van de Lekstraatsynagoge in Amsterdam van sjoel tot weer een synagoge. Een van zijn laatste opdrachten als architect was de verbouw en restauratie van het toenmalige hoofdpostkantoor van de PTT in Amsterdam. Tevens bleef hij ook als architect journalistiek actief maar dan op zijn vakgebied en was van 1956 tot 1961 hoofdredacteur van het maandblad voor interieurarchitectuur Goed Wonen. Voor de AVRO maakte Spier in 1962 De ziel van het huis, een driedelige televisieserie over architectuur onder regie van Leen Timp.
Spier ontwierp van halverwege de jaren 1950 tot halverwege de jaren 1960 ook decors bij toneelvoorstellingen, met name voor gezelschap de Nederlandse Comedie waarvoor ook Van Faassen actief was, en voor Toneelgroep Puck. Het huwelijk van Spier hield geen stand. Hij was daarna nog twee jaar getrouwd met actrice Winnifred Bosboom die hij ontmoette bij de Nederlandse Comedie. Ook dat huwelijk eindigde in een scheiding. Hij hertrouwde in 1962 met voormalig Miss World Corine Rottschäfer die aan hem voorgesteld was door fotograaf Paul Huf in de Kunstenaarssociëteit De Kring waar beiden lid van waren. Het huwelijk was een van de grote society events van dat jaar. Dit derde huwelijk bleek wel bestendig en zou duren tot het overlijden van Rotschäfer in 2020.
Hij was ook de ontwerper van het decor van het toneelstuk Wie is er bang voor Virginia Woolf? toen dat in 1964 in Nederland in première ging. Hij ontwierp het decor bij de eerste door een Nederlandse omroep (AVRO met de NTS) geproduceerde televisie-uitzending in kleur op 13 januari 1965. Spier was, samen met ontwerper Jean Paul Vroom, verantwoordelijk voor het interieurontwerp van de Birds Club op het Rembrandtplein die in 1967 opende.

### Politiek
Vanaf de oprichting in 1966 was Spier lid van D66 (toen als D'66 geschreven). Vanaf het begin was hij bij deze partij betrokken. Hij werd in 1966 benaderd door Hans van Mierlo en was bij de beginvergaderingen ter oprichting van de nieuwe politieke partij. Samen met Peter Baehr, Erik Visser en Hans Gruyters werd gesproken over een nieuwe sociaal-liberale partij die uitging van een radicale democratisering van de toentertijd verzuilde samenleving. Met Gruijters, Harry Mulisch, Ed. Hoornik en Jan Hein Donner had Spier zich nog tegen het huwelijk van Beatrix gekeerd door het leggen van een krans bij standbeeld De Dokwerker in 1966. Op het architectenbureau van Spier schreven Jan Vrijman, Simon Vinkenoog, Jan Hein Donner, Harry Mulisch en hijzelf het pamflet Wij zijn gekwetst in ons rechtsgevoel. In 1967 behaalde D66 als nieuwe partij vijf zetels in de Tweede Kamer. Nadat het na een tijd slechter ging verliet de man met wie hij de partij had opgericht, Van Mierlo, de politiek maar in 1986 haalde Spier hem over om terug te komen als lijsttrekker. Hij werd landelijk campagneleider en de partij ging van zes naar tien zetels. Een aantal jaren later werden 24 zetels behaald. Hierna werd Spier nog senator voor de partij. Hij was van 11 juni 1991 tot 13 juni 1995 lid van de Eerste Kamer waar hij woordvoerder volkshuisvesting en ruimtelijke ordening en milieu was. In 1995 wees hij een actie van provinciale statenleden in Noord-Holland af om hem met voorkeurstemmen wederom verkozen te krijgen.
Spier stond bekend om zijn onberispelijke maar flamboyante kledingkeuze met als vast onderdeel zijn onafscheidelijke vlinderdas en vaak geruite colberts. Hij was ook een fervent sigaarroker. In de politiek had hij als senator één ambitie, "De beste politicus onder de architecten te worden en de beste architect onder de politici."

## Nevenfuncties
Spier was vice-voorzitter politiek van de Amsterdamse afdeling van D66, later penningmeester van het landelijk bestuur en was ook landelijk campagneleider voor de Tweede Kamerverkiezingen 1986 van november 1985 tot 24 mei 1986 nadat hij de terugkeer van Hans van Mierlo als lijsttrekker voor D66 had georganiseerd. Van mei 1991 tot september 1993 was hij voorzitter van de Stichting Hortus Botanicus Amsterdam en vanaf maart 1993 voorzitter van de Stichting 4 Mei Comité. Bij de Hortus kwam Spier met medebestuurders in opspraak vanwege vermeende financiële malversaties. Dit leidde tot ophef, ook over de rol van de gemeente Amsterdam en de FIOD. In 1995 werd door het openbaar ministerie van rechtsvervolging afgezien.

## Persoonlijk
Van 1951 tot 1958 was Spier getrouwd met de actrice Ina van Faassen. Het huwelijk bleef kinderloos. Van 1960 tot 1962 was hij getrouwd met de actrice Winnifred Bosboom met wie hij een zoon kreeg. Spier kreeg nog een zoon en een dochter uit zijn derde huwelijk met Corine Rottschäfer, met wie hij van 1962 tot haar overlijden in 2020 getrouwd was. Spier ontving op 29 mei 2016 de Andreaspenning van de Gemeente Amsterdam voor zijn belangrijke bijdrage aan de restauratie en herbestemming van monumentale panden in Amsterdam. Hij overleed op 6 september 2022 op 96-jarige leeftijd. Hij ligt naast zijn echtgenote Corine Rottschäfer begraven op de begraafplaats Zorgvlied in Amsterdam.
- Parlement.com: vg09llpa6izr
- RKD-Nederlands Instituut voor Kunstgeschiedenis: 301079